# Rösträttsdemonstrationen i Stockholm 20 april 1902

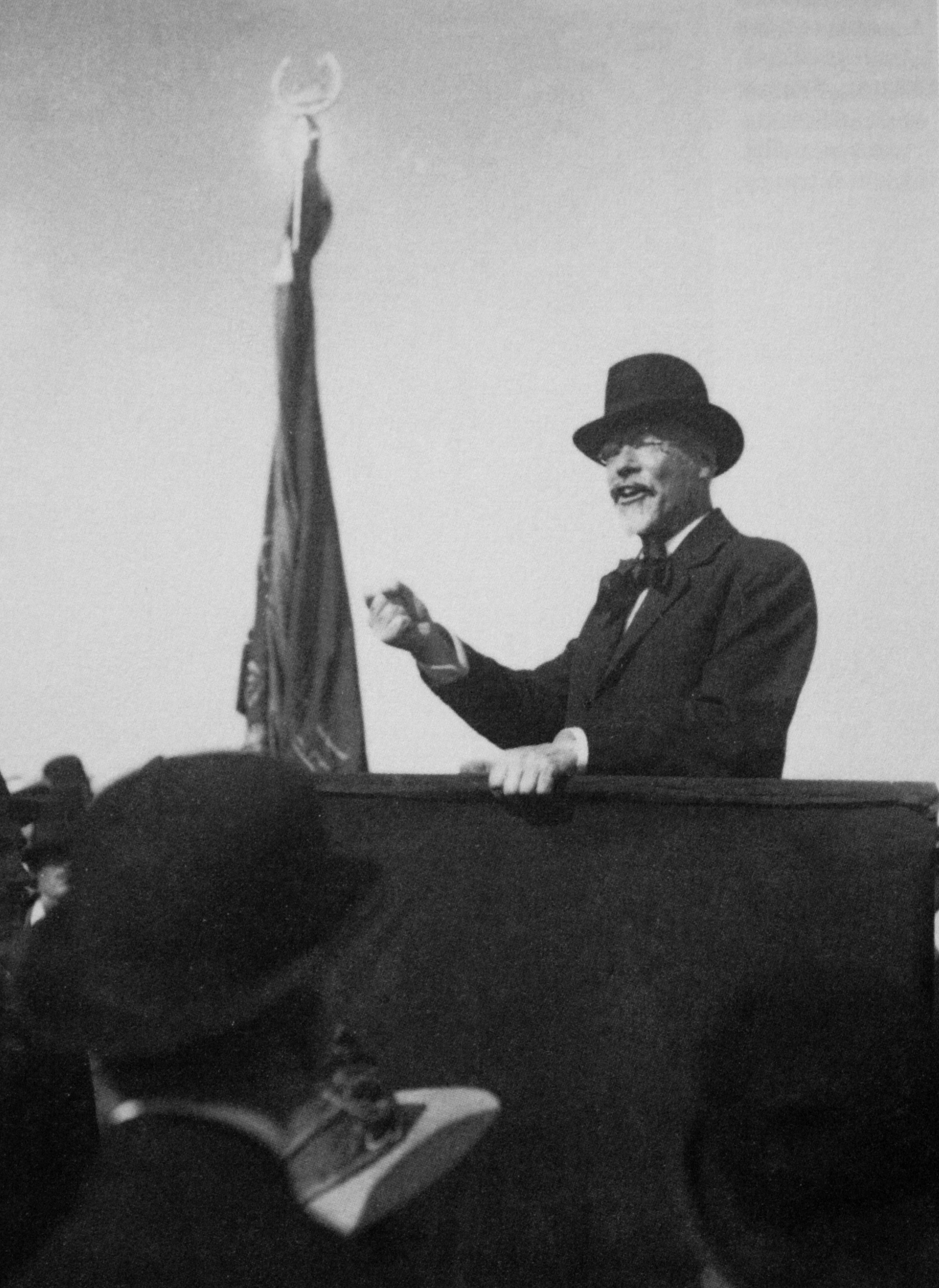
Ungsocialisten Hinke Bergegren i talarstolen.

Rösträttsdemonstrationen i Stockholm 20 april 1902  var en stor manifestation som ledde till våldsamma gatukravaller på Stockholms gator.

## Bakgrund
Under första halvan av 1902 kulminerade den stora rösträttskampanjen i Sverige. Endast åtta procent av befolkningen hade rösträtt – för rösträtt krävdes då en viss inkomst eller ägande av en fastighet. I de kommunala fullmäktigevalen var rösträtten graderad, med fler röster ju högre inkomst.

## Tidigare demonstrationer
Dagstidningen Social-Demokraten manade till ett möte söndagen den 6 april i Lill-Jansskogen norr om Stadion i Stockholm som stöd för Hjalmar Brantings riksdagsmotion i frågan. På mötet agiterade Branting och Hinke Bergegren för allmän rösträtt. Söndagen den 13 april hölls ytterligare ett möte för utvidgad rösträtt li Lill-Jansskogen.

## Söndagen den 20 april 1902
Söndagen den 20 april 1902 hölls ytterligare ett möte för allmän rösträtt i Lill-Jansskogen. Polisen lät spärra av ett antal centrala gator samt Gustav Adolfs torg. Svea livgarde bevakade Norrbro för att skydda slottet. När mötet avslutades vid fyratiden på eftermiddagen uppmanades deltagarna att lugnt och utan att störa ordningen skingra sig. Istället formade tusentals deltagare ett spontant demonstrationståg och tågade mot Gustav Adolfs torg under högljudda rop. Vid Jakobs torg drabbade de samman med polisen som försökte stoppa dem. Bråket fick ett abrupt slut när polisen lät ridande polis rida rakt in i folkmassan.
Folkmassan styrde vidare mot Folkets Hus på Barnhusgatan vid Norra Bantorget. Där hade polisen under ledning av stadsfiskal Stendahl och polisintendenten Tamm spärrat av gatan i ändarna och tumult utbröt på båda sidorna allteftersom allt fler människor anslöt sig. Vid kvart över sex närmade sig demonstranterna Folkets Hus och till slut hade de forcerat staketen vid Norra Latins skolgård. Branting med flera försökte mana till lugn från Folkets Hus balkong och det dröjde ända till klockan tio på kvällen innan massorna hade börjat glesna.
72 personer anhölls, av vilka 42 förklarades häktade. Bland de anhållna fanns agitatorn Kata Dalström, men polisen hade vägrat att ingripa mot August Palm och Hinke Bergegren. Emil Norlander råkade befinna sig på platsen och skrev omgående en visa om upploppet för sin kommande sommarrevy. Av de många skadade under tumultet blev fyra personer, som fått sabelhugg i huvudet, förbundna på Sabbatsbergs sjukhus. En av dessa hade fått sin skalle spräckt av sabelhugget och kvarhölls för observation. En reporter på platsen rapporterade: ”Sablarna flögo ur skidorna, man mörbultade hvarandra med käppar och en ung tilltagsen krabat syntes till och med bearbeta sin polisantagonist med en upphittad galosch.”

## Resultatet
Rösträttsmötena och demonstrationerna fick ingen påverkan på riksdagens diskussioner om rösträtten. En tredagars storstrejk utbröt strax därefter, men det var inte förrän tre år senare som rösträttssituationen började förändras i samband med Andrakammarvalet 1905 och inte förrän 1917 fick Sverige allmän rösträtt för män.